# Erythroxylum pachyneurum
Erythroxylum pachyneurum är en tvåhjärtbladig växtart som beskrevs av Otto Eugen Schulz. Erythroxylum pachyneurum ingår i släktet Erythroxylum och familjen Erythroxylaceae. Inga underarter finns listade i Catalogue of Life.